# King’s Disease II
King’s Disease II – trzynasty album studyjny amerykańskiego rapera Nasa wydany 6 sierpnia 2021 roku nakładem Mass Appeal Records przy udziale The Orchard. Jest kontynuacją jego poprzedniego projektu o nazwie King’s Disease wydanego niecały rok wcześniej.
Na albumie wystąpili gościnnie Eminem, EPMD, A Boogie wit da Hoodie, YG, Lauryn Hill, Charlie Wilson, Blxst i Hit-Boy.

## Odbiór
Album spotkał się z pozytywnym przyjęciem krytyków. W serwisie Metacritic uzyskał wynik 87 na 100 na podstawie dziewięciu recenzji.

## Lista utworów
Na podstawie źródła:
| Nr  | Tytuł utworu                               | Tekst | Producent                                     | Długość |
| --- | ------------------------------------------ | --- | --------------------------------------------- | ------- |
| 1.  | „The Pressure”                             | Nasir Jones • Chauncey Hollis • Dustin James Corbett • Quentin Miller                                                                            | Hit-Boy • Corbett                             | 3:07    |
| 2.  | „Death Row East”                           | Jones • Hollis • Corbett • Strange Punch | Hit-Boy • Corbett                             | 3:20    |
| 3.  | „40 Side”                                  | Jones • Hollis | Hit-Boy                                       | 2:40    |
| 4.  | „EPMD 2” (gość. Eminem i EPMD)             | Jones • Hollis • Marshall Mathers • Erick Sermon • Parrish Smith                                                                                 | Hit-Boy • Eminem                              | 3:34    |
| 5.  | „Rare”                                     | Jones • Hollis • Corbett | Hit-Boy • Corbett                             | 3:26    |
| 6.  | „YKTV” (gość. A Boogie wit da Hoodie i YG) | Jones • Hollis • Artist Dubose • Keenon Jackson • Corbett                                                                                        | Hit-Boy • Corbett                             | 3:23    |
| 7.  | „Store Run”                                | Jones • Hollis | Hit-Boy • Ezreaux                             | 3:19    |
| 8.  | „Moments”                                  | Jones • Hollis • Justin Keith Williams | Hit-Boy • Jansport J                          | 4:11    |
| 9.  | „Nobody” (gość. Lauryn Hill)               | Jones • Hill • Hollis • Corbett • Joshua Strange                                                                                                 | Hit-Boy • Corbett                             | 4:42    |
| 10. | „No Phony Love” (gość. Charlie Wilson)     | Jones • Hollis • Williams | Hit-Boy • Jansport J • Brian Alexander Morgan | 3:05    |
| 11. | „Brunch on Sundays” (gość. Blxst)          | Jones • Matthew Burdette • Hollis • Derrick Carrington Gray • Corbett • Rogét Chahayed • Mark Steven Evitts • Nicholas Leon Race • Shawn Jerritt | Hit-Boy • Corbett • Rogét                     | 3:51    |
| 12. | „Count Me In”                              | Jones • Hollis • Brandon Carrier | Hit-Boy • B. Carr                             | 3:17    |
| 13. | „Composure” (gość. Hit-Boy)                | Jones • Hollis • Chahayed • Earl Taylor • Shaka Senghor                                                                                          | Hit-Boy • Rogét                               | 3:23    |
| 14. | „My Bible”                                 | Jones • Hollis | Hit-Boy                                       | 3:48    |
| 15. | „Nas Is Good”                              | Jones • Hollis | Hit-Boy                                       | 2:19    |
|     |                                            | |                                               | 51:25   |

### Inne
- Utwory "The Pressure" i "Death Row East" zawierają dodatkowe wokale Dona Tolivera.
- Utwór "40 Side" zawiera dodatkowe wokale Lil Baby'ego.
- Utwór "Composure" zawiera dodatkowe wokale Shaka Senghora.
- Utwór "EMPD 2" jest remiksem utworu "EMPD" ze ścieżki dźwiękowej z filmu Judasz i Czarny Mesjasz.

### Sample[6]
- Utwór "Death Row East" zawiera fragmenty z koncertu Nasa z 1996 roku, na którym zostaje ogłoszona śmierć 2Paca.
- Utwór "40 Side" zawiera sampel z utworu "Ghetto Children", którego autorem jest Juvenile.
- Utwór "Rare" zawiera sampel z utworu "Made You Look", którego autorem jest Nas.
- Utwór "Store Run" zawiera sample z utworu "Stop the Bells" autorstwa Members of the Staff.
- Utwór "Moments" zawiera sample z utworów "She Calls Me Baby" autorstwa J. Kelly and the Premiers oraz "And That's Saying a Lot", którego autorką jest Christine Perfect
- Utwór "Composure" zawiera sampel z utworu "Say It Loud, I'm Black and I'm Proud", którego autorem jest James Brown.

## Personel
- Mike Bozzi – mastering
- David Kim – miks
- Hit-Boy – inżynieria dźwięku
- Mike Strange – inżynieria dźwięku (utwór 4)
- Tony Campana – inżynieria dźwięku (utwór 4)
- Alexis Estevez – inżynieria dźwięku (utwór 6)
- Julian Miller – inżynieria dźwięku (utwór 9)
- Ms. Lauryn Hill – inżynieria dźwięku (utwór 9)
- Evan Di Pietro – inżynieria dźwięku (utwór 10)
- Marvin Delgado – inżynieria dźwięku